# 呉日晶
呉 日晶（呉 日正、オ・イルチョン、朝鮮語: 오일정、1954年 - ）は、朝鮮民主主義人民共和国の軍人、政治家。朝鮮労働党中央委員会政治局委員、朝鮮労働党中央軍事委員会委員、党中央委員会軍政指導部長。朝鮮労働党軍事部長、朝鮮労働党組織指導部副部長、労農赤衛隊司令官などを歴任。朝鮮人民軍における軍事称号（階級）は大将。父は「パルチザン第一世代」の呉振宇元人民武力部長で、日晶は「パルチザン2世」にあたる。

## 経歴
1954年に平壌直轄市で生まれた。父・呉振宇は、抗日パルチザンの東北抗日聯軍出身で、若き日から金日成一族（いわゆる白頭血統）から絶大な信頼を受け、人民武力部長などを歴任した。
金日成総合大学、金日成軍事総合大学を卒業した。ただ金正日の弟金平一と南山高級中学校・金日成総合大学の同窓生だったため、党幹部として重用されることは無いとの見方が強かった。軍では主に対外業務を担当していたのだが、1980-1984年エジプト大使館武官部の副武官、1985-1988年対外工作局指導員上級指導員3部副部長、1989-1992年連隊長,旅団長、1992年に少将、2010年9月に中将に昇進し、朝鮮労働党第3回党代表者会で朝鮮労働党中央委員会委員、党軍事部長に選出された。2011年に上将に昇進し、労農赤衛隊司令官に就任した。2014年に最高人民会議第13期代議員に選出された。2015年10月ごろから金正恩第一書記に同行することが多くなり、同じくパルチザン2世の崔龍海とともに存在感が高まった。しかし、同年12月には少将に2階級降格され、部長職も解任された可能性があるという。2018年には朝鮮労働党組織指導部副部長に就任した。2019年12月に開催された朝鮮労働党中央委員会第7期第5回総会で、朝鮮労働党中央委員会部長に任命された。
2021年1月5日から開催された朝鮮労働党第8次大会で中央委員会委員に再選され、1月10日に開催された党中央委員会第8期第1回総会で朝鮮労働党中央委員会政治局委員、朝鮮労働党中央軍事委員会委員、党軍政指導部長に選出された。
2022年4月14日、金正恩党中央軍事委員長の指令により、大将に昇格した。